# La Peña de Cupuán
La Peña de Cupuán är en ort i Mexiko.   Den ligger i kommunen La Huacana och delstaten Michoacán de Ocampo, i den södra delen av landet, 300 km väster om huvudstaden Mexico City. La Peña de Cupuán ligger 200 meter över havet och antalet invånare är 125.
Terrängen runt La Peña de Cupuán är kuperad åt nordväst, men åt sydost är den bergig. Runt La Peña de Cupuán är det glesbefolkat, med 16 invånare per kvadratkilometer. Närmaste större samhälle är La Mira Tumbiscatio, 18,7 km sydväst om La Peña de Cupuán. I omgivningarna runt La Peña de Cupuán växer huvudsakligen savannskog.